# Organopônicos

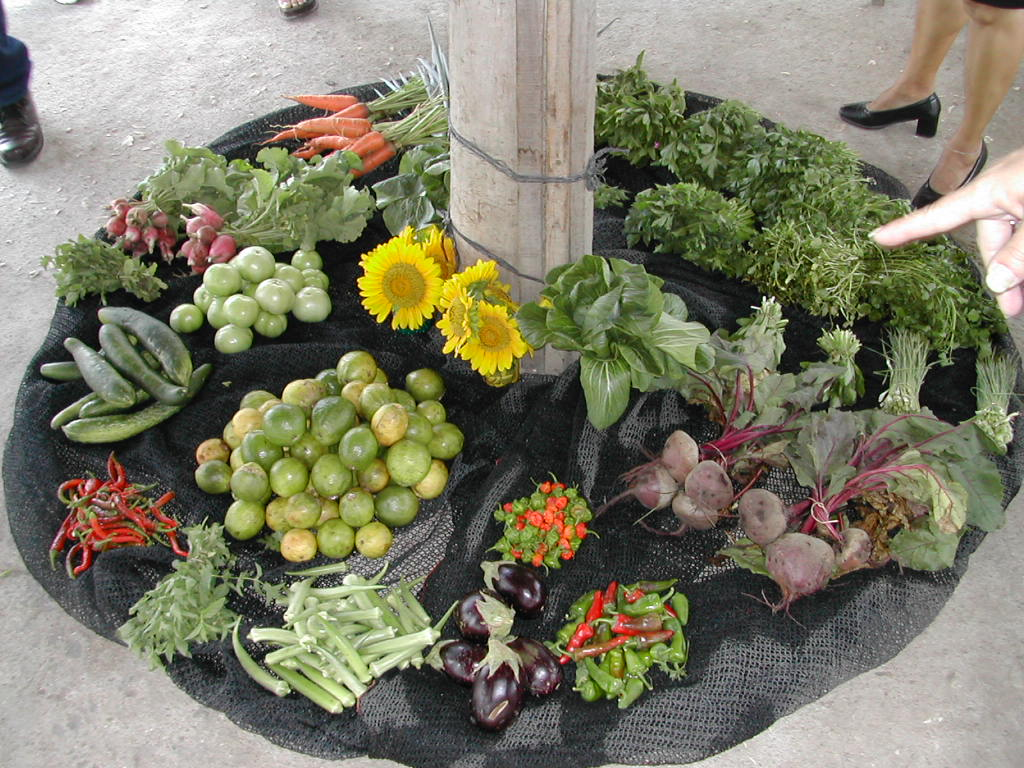
Produção de flores de um organopônico cubano

Organopônicos são um sistema de hortas orgânicas urbanas em Cuba. Eles consistem frequentemente de estruturas de concreto de baixo nível preenchidas com matéria orgânica do solo e, com linhas de irrigação por gotejamento colocada sobre a superfície do meio de crescimento. Organopônicos são uma forma de trabalho intensivo da agricultura local.
Organopônicos surgiu pela primeira vez como uma resposta comunitária à falta de segurança alimentar, após o colapso da União Soviética em 1991. Eles estão funcionando publicamente em termos de propriedade, acesso e gestão, mas hoje são fortemente subsidiados e apoiados pelo governo cubano. Cuba continua a ter racionamento de alimentos e importa mais alimentos do que antes.

## História
Durante a Guerra Fria, a economia cubana dependia muito de apoio da União Soviética. Em troca de açúcar, Cuba recebia de forma subsidiada petróleo, fertilizantes químicos, agrotóxicos e outros produtos agrícolas. Cerca de 50 por cento do alimento de Cuba era importado. A produção de alimentos de Cuba foi organizada em torno de estilo soviético, em larga escala, os coletivos agrícolas industriais. Antes do colapso da União Soviética, Cuba usava mais de 1 milhão de toneladas de fertilizantes sintéticos por ano e até 35.000 toneladas de herbicidas e pesticidas por ano.
Com o colapso da União Soviética, Cuba perdeu seu principal parceiro comercial e os subsídios comerciais favoráveis que recebia, bem como o acesso ao petróleo, fertilizantes químicos, agrotóxicos etc. De 1989 a 1993, a economia cubana se contraiu em 35 por cento; o comércio exterior caiu 75 por cento. Sem a ajuda soviética, a produção agrícola do país caiu pela metade. Desta vez, chamado em Cuba o Período Especial, tornou-se uma aguda escassez de alimentos. A média de calorias per capita ingerida caiu de 2.900 por dia em 1989 para 1.800 calorias em 1995. O consumo de proteína despencou 40 por cento.
Sem alimento, os cubanos tiveram que aprender a começar a cultivar seus próprios alimentos em vez de importá-los. Isso foi feito através de pequenas propriedades agrícolas privadas e milhares de pequenos mercados com jardins urbanos, e pela falta de produtos químicos e fertilizantes, os alimentos tornaram-se de faco orgânicos. Surgiram então milhares de novos agricultores urbanos individuais chamados parceleros (por terem suas parcelas, ou partes da terra). Eles formaram e desenvolveram cooperativas e mercados de agricultores. Estes novos agricultores urbanos encontraram o apoio da Ministério da Agricultura Cubano (MINAGRI), que forneceu peritos universitários para treinar voluntários com o uso de pesticidas orgânicos e controle biológico com insetos benéficos.
Unidades hidropônicas da União Soviética já não eram utilizadas sem fertilizantes em Cuba. Os sistemas foram em seguida convertidos para o uso de horticultura orgânica. As unidades hidropônicas originais, longas calhas de cimento para plantio e recipientes de metal passaram a estar cheios de compostagem dos resíduos de açúcar e os hidropônicos tornaram-se organopônicos.
A rápida expansão da agricultura urbana no início de 1990 incluiu a colonização de terras devolutas tanto por grupos comunitários e comerciais. Em Havana, organopônicos foram criados em terrenos baldios, telhados, estacionamentos antigos, obras de construção abandonados e até mesmo espaços entre estradas.

## Estado atual
Mais de 35.000 hectares (mais de 87.000 acres) de terras estão sendo usadas na agricultura urbana em Havana. A cidade de Havana produz atualmente comida suficiente para cada morador receber uma porção diária de 280 gramas de frutas e legumes. A força de trabalho agrícola urbana em Havana cresceu de 9.000 pessoas em 1999 para 23.000 em 2001 para mais de 44.000 pessoas em 2006. No entanto, Cuba ainda tem racionamento de alimentos básicos. Aproximadamente 69% desses alimentos básicos racionados (trigo, óleos vegetais, arroz, etc.) são importados No geral, no entanto, cerca de 16% dos alimentos são importados do estrangeiro.
As estruturas de organopônicos variam de quintal para quintal. Alguns são dirigidos por funcionários do Estado; outros são geridos de forma cooperativa pelos próprios agricultores urbanos. A dependência em relação ao Governo do Estado não pode ser negligenciada. O governo fornece hoje aos agricultores da comunidade a terra e a água. Os agricultores podem comprar do governo matérias-primas, como compostos orgânicos, sementes e partes de irrigação, bem como "biocontroladores", tais como insetos benéficos e óleos à base de plantas que funcionam como pesticidas naturais. Estes controles biológicos de pragas e doenças são produzidos em cerca de 200 centros de pesquisa do governo em todo o país.
Todas as culturas dos quintais urbanos, como feijão, tomates, bananas, alface, quiabo, berinjela e taro são cultivadas intensamente dentro da cidade usando apenas métodos de agricultura biológica uma vez que estes são os únicos métodos permitidos nas partes urbanas de Havana. Sem produtos químicos são produzidos 68% de milho cubano, 96% de mandioca, 72% do café e 40% das bananas. Entre 1998 e 2001, os produtos químicos foram reduzidas em 60% nas produções de batatas, 89% em tomates, 28% em cebola e 43% no setor do tabaco.
Em 1999, alguns agricultores poderiam ter feijão preto, arroz, tomate ou mesmo uma batata cozida para comer; este dado é impressionante para os padrões cubanos.
A partir de 2012 havia planos para privatizar a agricultura e com a supressão do Organopônicos, como parte dos planos mais amplos para melhorar a produtividade; esperando-se que o racionamento de comida poderia finalmente acabar.

## Aplicabilidade além de Cuba
Na Venezuela, o governo socialista está tentando introduzir a agricultura urbana para a população. Em Caracas, o governo lançou Organopônico Bolivar I, um programa-piloto para trazer organopônicos a Venezuela. A agricultura urbana não tem sido abraçada em Caracas como foi em Cuba. Ao contrário de Cuba, onde os organopónicos surgiram a partir de um caso de necessidade extrema, o  caso venezuelano com organopônicos são claramente uma iniciativa de cima para baixo com base no sucesso de Cuba. Outro problema para a agricultura urbana na Venezuela é a quantidade elevada de poluição nas principais áreas urbanas da Venezuela. No Organopônico Bolivar I, um técnico vem a cada 15 dias para fazer a leitura do medidor pequeno poluição no meio de cada quintal.